# Ottla Kafka

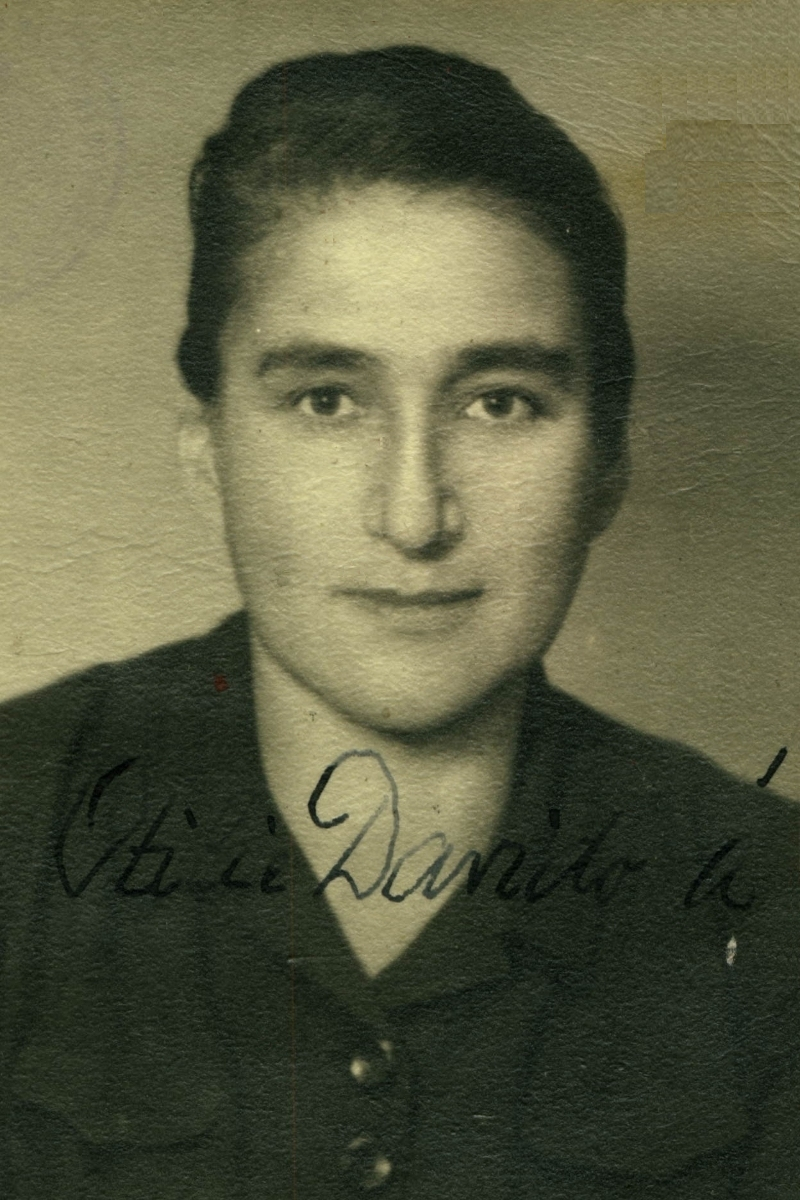
Ottilie „Ottla“ Davidová, 1941

Ottilie „Ottla“ Kafka, verheiratet Ottilie Davidová (geboren 29. Oktober 1892 in Prag; ermordet 7. Oktober 1943 im KZ Auschwitz-Birkenau), war die jüngste Schwester von Franz Kafka. Sie stand ihm von seinen Verwandten am nächsten und unterstützte ihn in schwierigen Zeiten.

## Leben
Ottilie Kafka, in ihrer Familie umgangssprachlich Ottla genannt, wurde am 29. Oktober 1892 in Prag in eine bürgerliche Familie aschkenasischer Juden geboren. Ihr Vater war der Kurzwarengroßhändler Hermann Kafka (1852–1931). Ihre Mutter war Julie Kafka, geborene Löwa (1855–1934). Sie hatte drei Geschwister: Franz, Valli und Elli.
Nach ihrer Schulausbildung verhalf Franz Kafka Ottla zu einer Ausbildung an einer Landwirtschaftsschule. Sie lebte und arbeitete auf einem landwirtschaftlichen Gut ihres Schwagers Karl Hermann im westböhmischen Zürau (heute Siřem, Gemeinde Blšany). Zwischen September 1917 und April 1918 wohnte auch Franz Kafka auf dem Hof, der hier seine Die Zürauer Aphorismen verfasste. Zu diesem Zeitpunkt war er bereits an Lungentuberkulose erkrankt.
Gegen den Willen ihres Vaters heiratete Ottla im Juli 1920 den tschechischen Katholiken Josef David (1891–1962), einen Kollegen Franz Kafkas, der in der Prager Arbeiter-Unfallversicherung tätig war. David war Jurist und übernahm später die Geschäftsführung des Verbandes der tschechischen Privatversicherungen. Das Paar bekam zwei Kinder: Věra Saudková (1921–2015) und Helena Davidová (1923–2005).
Nach der Schilderung ihrer Tochter Věra Saudková hätte der Vater gerne ein „gutbürgerliches Leben“ geführt, wohingegen die Mutter sich einen Haushalt wünschte, in dem sozial Benachteiligte immer einen Teller Suppe bekommen konnten. Da Ottla einen Nichtjuden geheiratet hatte, war sie im Gegensatz zu ihren beiden Schwestern, die im Oktober 1941 zunächst ins Ghetto Litzmannstadt in Lodz deportiert wurden, vorübergehend geschützt.
Allerdings war die Situation ihres Mannes Josef während des Protektorats nicht einfach. Da er laut der NS-Rassenideologie als „jüdisch versippt“ galt, musste er mit dem Verlust seiner Stelle rechnen. Zudem drohte ihm die Internierung in ein „Lager für arische Ehemänner jüdischer Frauen“ in Bystřice u Benešova (Bistritz bei Beneschau). Im Februar 1940 reichte Josef David die Scheidung ein und im August 1942 wurde die Ehe zulasten von Ottilie geschieden. Die Töchter Věra und Helena erfuhren von der Scheidung nichts, was vermuten lässt, dass diese möglicherweise einvernehmlich erfolgte. Durch die Scheidung verlor Ottla ihren Schutz gegen die Judenverfolgung.

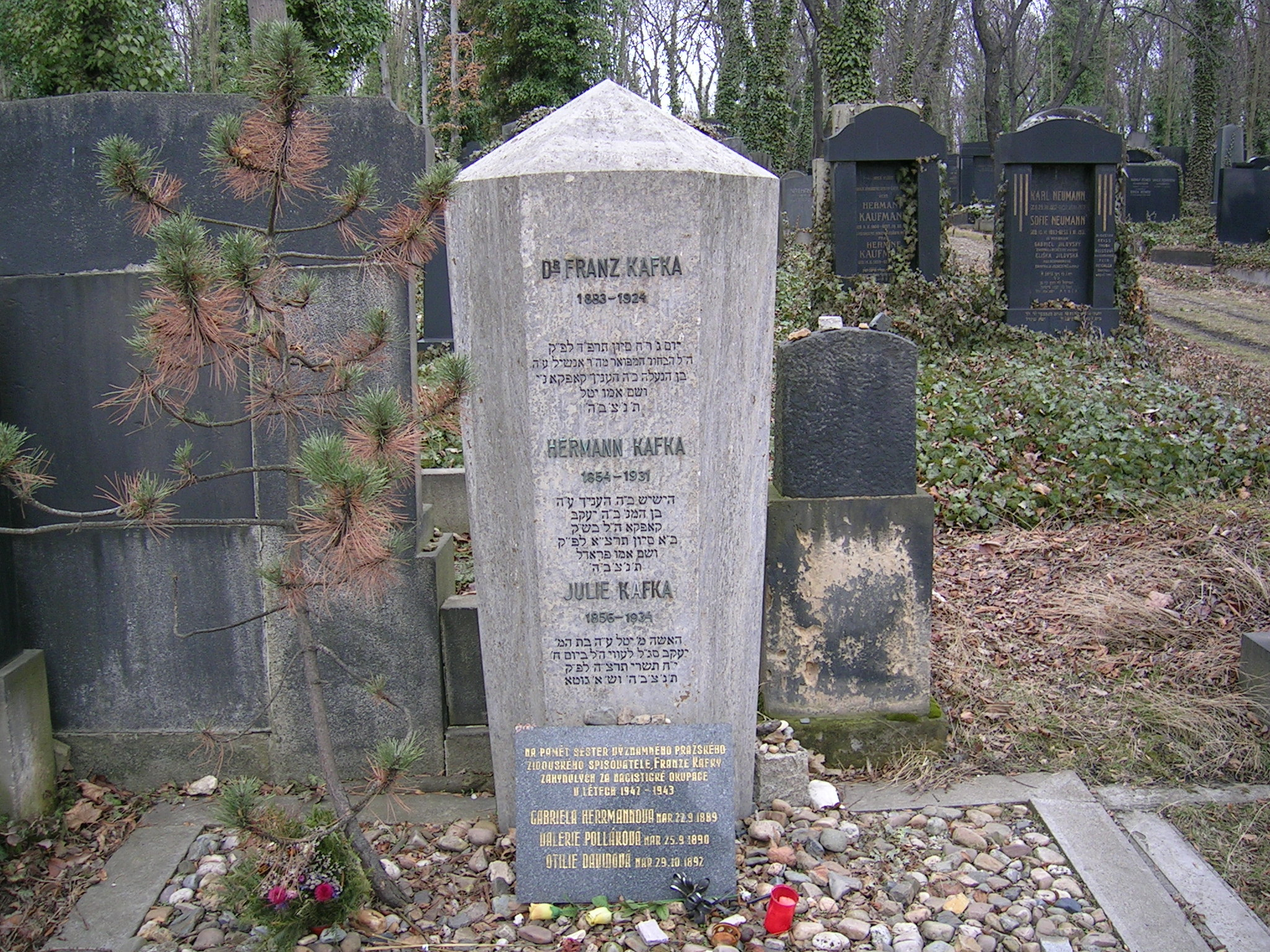
Familiengrab von Franz Kafka und seinen Eltern auf dem Neuen Jüdischen Friedhof in Prag. Auf einer separaten Gedenktafel sind die Namen der drei jüngeren Schwestern „Elli“, „Valli“ und „Ottla“ mit unbekanntem Todesdatum vermerkt, die zwischen 1942 und 1943 im Vernichtungslager Kulmhof bzw. in Auschwitz-Birkenau ermordet wurden.

Wie viele andere Jüdinnen und Juden aus Prag wurde Ottla am 3. August 1942 ins KZ Theresienstadt deportiert, wo sie als Fürsorgerin in einem Säuglingsheim arbeitete. Mit Hilfe eines tschechischen Gendarmen konnte sie Briefe aus dem Ghetto an ihre Töchter schmuggeln. Ihre Töchter, denen als „Halbjüdinnen“ der Zugang nach Theresienstadt verboten war, waren zu Karel Projsa, einem Freund aus der kommunistischen Jugendorganisation und frühen Kafka-Bewunderer, gezogen und überlebten den Krieg.
In ihren Briefen äußerte Ottla sich immer über eine geplante Austauschaktion von deutschen Gefangenen gegen Kinder aus dem Ghetto Bialystok, die sie begleiten sollte. Ein solcher humanitärer Transport, schrieb sie, sei in die Schweiz oder nach Schweden geplant. Am 5. Oktober 1943 begleitete Ottla Davidová als freiwillige Helferin eine Gruppe polnisch-jüdischer Kinder auf ihrem Transport nach Auschwitz. Als der Transport zwei Tage später, am 7. Oktober 1943, im Konzentrationslager Auschwitz-Birkenau eintraf, wurden alle Häftlinge, einschließlich der begleitenden 52 Krankenschwestern, in den Gaskammern ermordet. Auch Ottlas Schwestern Elli Kafka und Valli Kafka sowie weitere Verwandte wurden Opfer des Holocaust. Am Familiengrab auf dem Neuen Jüdischen Friedhof in Prag erinnert eine Gedenktafel an die drei Schwestern.

## Briefwechsel mit Franz Kafka
Der Briefwechsel zwischen Ottla und ihrem Bruder ist erhalten und wurde 1974 erstmals unter dem Titel Letters to Ottle & the Family von Hartmut Binder und Klaus Wagenbach veröffentlicht.
Im Januar 2011 wurde bekannt, dass die Originale dieser Briefe als „Konvolut“ im April 2011 in einem Berliner Auktionshaus versteigert werden sollten. Daraufhin hoffte das Deutsche Literaturarchiv Marbach im Februar 2011, mit Unterstützung von privater Seite den Briefwechsel erwerben zu können. Schließlich kaufte das Deutsche Literaturarchiv Marbach gemeinsam mit der Bodleian Library in Oxford den Briefwechsel im April 2011. Der Dank galt insbesondere den Erben von Ottla, die bereit waren, die Briefe vor der Auktion zu verkaufen, sowie allen, die bei der Beschaffung der nötigen Gelder halfen, darunter einem anonymen Spender.